# بنداخوند
بنداخوند روستایی در دهستان بهناباد بخش شاسکوه شهرستان زیرکوه استان خراسان جنوبی ایران است. بر پایه سرشماری عمومی نفوس و مسکن در سال ۱۳۹۰ جمعیت این روستا ۴۹ نفر (در ۱۲ خانوار) بوده است.